# Šarkaŭščyna
Šarkaŭščyna (in bielorusso Шаркаўшчына?; in russo Шарковщина?, Šarkovščina) è un comune della Bielorussia, situato nella regione di Vicebsk.